# Микулино городище на реке Шоша
Микулино городище на реке Шоша — памятник природы регионального (областного) значения Московской области, который включает ценный в экологическом, научном, культурном и эстетическом отношении природно-антропогенный комплекс, а также природные объекты, нуждающиеся в особой охране для сохранения их естественного состояния:
- участки лесов и лугов особо ценные по своим характеристикам;
- места обитания и произрастания редких видов животных и растений, в том числе занесённых в Красную книгу Московской области;
- уникальную форму рельефа — участок речной долины с пойменными поверхностями и надпойменными террасами, осложненный сохранившимися фрагментами фортификационных сооружений древнего городища;
- природные объекты, играющие важную роль в поддержании естественного гидрологического режима реки Шоши.

Памятник природы основан в 1966 году. Местонахождение: Московская область, городской округ Лотошино, сельское поселение Микулинское, село Микулино. Площадь памятника природы составляет 13,78 га. Памятник природы включает территорию Микулина городища и примыкающую к нему с запада полосу лугов и разреженных лесов по берегу реки Шоши. Само Микулино городище является памятником археологии, объектом культурного наследия России федерального значения.
Границы памятника природы проходят следующим образом: южная — по левому берегу реки Шоши; западная — по восточной границе квартала 4 Микулинского участкового лесничества Волоколамского лесничества, южным и восточным границам Микулинского кладбища; на севере — по южной границе полосы отвода автодороги «Микулино-Нестерово», затем по южной границе земельных участков жилой застройки села Микулино и вновь по южной границе полосы отвода автодороги «Микулино-Нестерово»; на востоке — по западной границе полосы отвода автодороги Р-90 «Тверь-Лотошино-Шаховская-Уваровка».

## Описание
Памятник природы располагается на левобережье реки Шоши в зоне распространения плоских зандровых равнин в северо-западной оконечности подмосковной части Верхне-Волжской низменности. Абсолютные высоты территории изменяются от 130,5 м над уровнем моря (меженный урез воды в реке Шоше) до 146 м над уровнем моря (вершина вала Микулиного городища). Кровля дочетвертичных отложений представлена известняками и доломитами мячковского горизонта среднего карбона.
Территория включает левобережный участок долины реки Шоши с пойменными поверхностями и двумя надпойменными террасами, прорезаемыми эрозионными формами и осложненными в восточной оконечности Микулиным городищем. Площадки второй надпойменной террасы, сложенные древнеаллювиальными песками с галькой и гравием, сформировались на высотах 8—10 м над урезом воды в реке Шоше. Поверхности первой надпойменной террасы, сложенные древнеаллювиальными песчано-супесчаными отложениями, сформировались на высотах 5—6 м над урезом воды в реке Шоше. Уступы террас, часто антропогенно-трансформированные, изрезаны эродирующими оврагами и промоинами. Высоты крутых бортов эрозионных форм достигают 3—4 м и более. Длина небольших промоин составляет 50—100 м. Наиболее крупный овраг, протянувшийся в границах территории на 450 м, сформировался в западной части памятника природы. Ширина оврага — 30—40 м. На бортах оврага — делювиальные отложения, в днище залегает гравийно-галечный материал с валунами. На склонах террас и эрозионных форм отмечаются многочисленные оползневые тела, местами происходят обвально-осыпные процессы, в днищах оврага и промоин развивается донная и боковая эрозия.

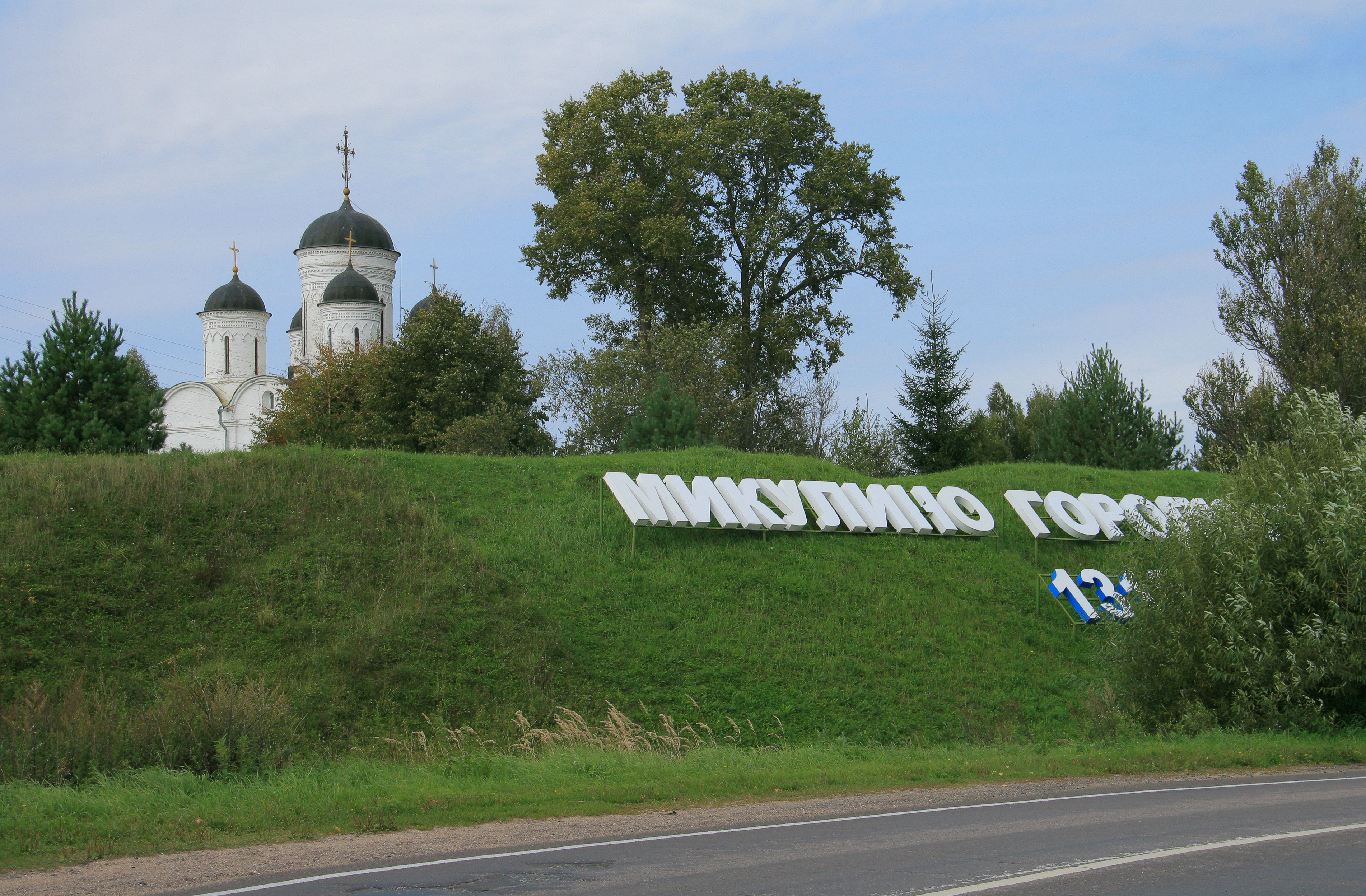
Городище «Микулинское» на левом берегу р.Шоша

Основные пойменные поверхности шириной до 20—30 м, сложенные песчано-супесчаным аллювием с прослоями гальки и валунов, образовались на уровне 2—3 м над меженным урезом воды в реке Шоше. Фрагменты низкой поймы — на уровне 0,5—1 м над рекой.
Микулино городище, созданное более 600 лет назад, представляет собой сплошные земляные валы, расположенные по окружности на поверхности террасы. Высота насыпных валов — до 6 м, ширина — около 25 м. Диаметр окружности, образованной валами городища, составляет около 200 м. В центре городища расположен собор Михаила-Архангела (XIV века), являющийся памятником древнерусского зодчества.
Гидрологический сток территории направлен в реку Шошу (правый приток Волги), протекающую вдоль южной границы памятника природы с запада на восток. В западной части памятника природы по оврагу протекает ручей, начало которому дает родник, оборудованный для хозяйственного использования.
Почвенный покров песчано-супесчаных поверхностей надпойменных террас памятника природы представлен дерново-подзолами и агродерново-подзолами. На пойме выделяются аллювиальные светлогумусовые почвы.

## Флора
На территории древнего городища с расположенным в центре него храмом представлены косимые луга с группами деревьев, склоны городища покрыты суходольными лугами и куртинами деревьев разного возраста. На остальной части памятника природы распространены пойменные и суходольные луга с группами деревьев и кустарников долины реки Шоши, парковые сосновые леса террасы и склонов, сероольшаники влажнотравные в долине ручья.
На самой приподнятой части городища вокруг храма находится регулярно косимый свежий луг с ежой сборной, овсяницей луговой, кострецом безостым, тысячелистником обыкновенным, люцерной хмелевой, геранью луговой, горошком заборным, колокольчиком рапунцелевидным, вероникой дубравной и манжеткой лекарственной, кульбабой осенней, васильком луговым, одуванчиком лекарственным, подмаренником мягким, местами — снытью обыкновенной. На лугу растут отдельные березы среднего возраста.
На внутренних склонах вала, обращенных к центру храмового комплекса, и по гребням вала развиты суходольные, изредка косимые, разнотравно-злаковые луга с посадками отдельных молодых сосен, рябин, тополей и яблонь с вейником наземным, мятликом узколистным, овсяницей красной, васильком луговым, жабрицей порезниковой, подмаренником мягким, бодяком полевым, геранью луговой, клевером луговым. На некосимых участках склонов разрастаются кострец безостый, бодяк полевой, ежа сборная, полынь обыкновенная, иван-чай, крапива двудомная и ежевика сизая.
Внешние склоны городищенского вала северной экспозиции заняты группами и куртинами старых или средневозрастных деревьев или суходольными лугами. Древесные породы представлены старыми тополями белыми и липами, кроме них здесь растут более молодые сосны, березы, ива козья, ежа сборная, мятлик узколистный, овсяница красная, золотарник обыкновенный, пижма обыкновенная, сныть обыкновенная, горошек мышиный и другие лугово-лесные и луговые виды. Группы старых тополей растут и на склонах южной экспозиции, обращенных к автодороге.
На разнотравно-мятликовых лугах склонов южной экспозиции встречаются мятлик узколистный (обилен), тимофеевка луговая, полевица тонкая, василек шероховатый, земляника зелёная, подмаренник мягкий, васильки луговой и шероховатый, зверобой продырявленный, борщевик сибирский, лапчатка серебристая, колокольчик рапунцелевидный, золотарник обыкновенный, икотник серо-зеленый, осоки мохнатая и соседняя, горошек мышиный.
К реке Шоше и купальне в неглубокой ложбине спускается тропа, вдоль которой растут ольха серая, ива козья и малина. Травяной покров на затененных участках образуют по бортам ложбины крапива, чистотел, дудник лесной, герань луговая, сныть, подмаренник мягкий, пустырник пятилопастный, ежа сборная, купырь лесной, а на освещенных бортах доминируют луговые злаки и разнотравье.
Поверхность песчаной террасы в окрестностях кладбища представляет собой сочетание участков старовозрастного соснового злакового леса паркового типа с полянами и прогалинами. Сосны имеют значительный возраст, диаметр стволов от 30—40 до 70—80 см. Подрост представлен сосной (по опушке) и березой. В разреженном травяном ярусе участвуют овсяница красная, полевица тонкая, вейник наземный, ястребинка волосистая. В сосняке на пологом склоне к долине притока реки Шоши растут среди зеленых мхов (птилиум, плеврозиум Шребера) василек шероховатый, подорожник средний, вейник наземный, поповник обыкновенный, грушанка круглолистная, золотарник обыкновенный, бедренец камнеломка, вероника лекарственная, вербейник монетчатый, колокольчик персиколистный (редкий уязвимый вид, не включенный в Красную книгу Московской области, но нуждающийся на её территории в регулярном контроле и наблюдении). На прогалине развиты низкотравные полевицевые луга с васильками луговым и шероховатым, гвоздикой травянкой, лютиком едким (обилен), бедренцем, ястребинкой волосистой, кульбабой шероховатой, крестовником Якова, манжеткой лекарственной и тысячелистником обыкновенным.
Крутые склоны террас западной части памятника природы покрыты разреженным старовозрастным сосновым лесом, местами с участием березы. Подлесок практически отсутствует из-за периодических палов. Единично встречается бузина, крушина ломкая, малина, есть подрост сосны, березы, ивы козьей, рябины и дуба. В этих лесах растут полевица тонкая, овсяница красная, василек луговой, земляника лесная, полыни равнинная и обыкновенная, ястребинки волосистая и зонтичная, смолка липкая, золотарник обыкновенный, гравилат городской, ежа сборная, костяника, ожика волосистая, крапива двудомная. По открытым участкам на склонах встречаются участки сухих мятликово-полевицевых лугов с земляникой зелёной, васильком шероховатым, лапчаткой серебристой и коровяком чёрным.
На склонах террасы с бедными песчаными почвами рядом с устьем притока реки Шоши сформировались пустошные низкотравные полынно-полевицевые луга с подростом сосны, где растут полынь равнинная (обильна), полевица тонкая (обильна), мятлик узколистный, подорожник ланцетный, икотник серо-зеленый, тимофеевка луговая, смолка липкая, щавель кислый, клевер пашенный, лапчатка серебристая, ястребинка волосистая, коровяк медвежий, бедренец камнеломка, гвоздика травянка, букашник горный, хвощ полевой, люцерна серповидная, мелколепестник острый, грыжник голый.
Луга склонов террас с достаточно богатыми почвами в местах слабых подсклоновых сочений рядом с городищем под селом Микулино — высокотравные с группами кустарниковых ив — пепельной, трехтычинковой и пятитычинковой, овсяницей луговой, кострецом безостым, двукисточником тростниковидным, крестовником приречным, купырем лесным, борщевиком сибирским, василистником простым, цикорием, вербейником обыкновенным, камышом лесным, осокой соседней. Местами развиты крупные заросли ежевики сизой, встречается эхиноцистис лопастный, недотрога железистая, чистец болотный, будра плющевидная. По самым сырым участкам склонов формируются небольшие «висячие» болота с камышом лесным, кипреем волосистым, хвощом речным.
На склонах террасы реки Шоши ниже городища развиты участки сероольшаников влажнотравных с ивой ломкой, хмелем, малиной и смородиной чёрной, местами среди них растут группы сосен или берез. Здесь обилен подрост березы, ивы ломкой и ольхи серой, растут ивы пепельная и трехтычинковая, в травостое доминирует таволга вязолистная, крапива двудомная, купырь лесной, кострец безостый, сныть обыкновенная, встречаются дудник лесной, лопух паутинистый, валериана лекарственная.
Луга высокой поймы — кострецовые с бодяком полевым, подмаренником мягким, тысячелистником обыкновенным. На поверхности высокой поймы в блюдцевидных понижениях разбросаны небольшие округлой формы низинные осоковые и камышовые болотца.
Луга склоновой средней поймы — многовидовые, разнотравно-злаковые с доминированием мятлика узколистного, костреца безостого, жабрицы порезниковой, участием бедренеца камнеломки, гвоздики Фишера, козлобородника лугового, чины луговой, земляники зелёной, короставника полевого, колокольчика раскидистого.
Сероольшаники с ивами ломкой и козьей крапивно-влажнотравные с малиной, таволгой вязолистной, купырем, пустырником, ясноткой крапчатой, полынью обыкновенной встречаются в устьевой части долины небольшой речки — притока реки Шоши.
По берегам реки на низкой пойме растут ежеголовник всплывший, хвощ речной, двукисточник тростниковидный, подмаренник приручейный, стрелолист обыкновенный, а в воде — камыш озерный, лютик водяной (расходящийся), рдест пронзеннолистный, уруть колосистая, водокрас лягушачий, ряска малая, сусак зонтичный, кубышка жёлтая.

## Фауна
Животный мир памятника природы обеднен в силу небольших размеров территории, находящейся в значительной степени в окружении существенно преобразованных ландшафтов, но содержит основные фаунистические комплексы, свойственные данному ландшафту запада Московской области, включая охраняемые виды животных.
На территории памятника природы обитают 49 видов позвоночных животных, относящихся к 12 отрядам четырёх классов, в том числе два вида амфибий, один вид рептилий, 39 видов птиц и семь видов млекопитающих.
Ввиду небольшого размера и непостоянства водоемов памятника природы ихтиофауна на его территории не представлена.
Основу фаунистического комплекса наземных позвоночных животных составляют виды, характерные для лугов и смешанных лесов Нечернозёмного центра России. Доминируют виды, экологически связанные с древесно-кустарниковой растительностью. В границах памятника природы выделяются четыре основных ассоциации фауны (зооформации): лесная зооформация; зооформация лугово-опушечных местообитаний; зооформация водно-болотных местообитаний и зооформация синантропных местообитаний.
Виды лесной зооформации связаны на территории памятника природы с сохранившимися фрагментами разреженных сосновых, сероольховых и ивовых лесов и являются важной частью фауны памятника природы. Основу населения лесов памятника природы составляют следующие виды позвоночных животных: желна, большой пестрый дятел, сойка, ворон, обыкновенная кукушка, обыкновенный соловей, славка-черноголовка, зяблик, обыкновенный поползень, обыкновенная пищуха, рябинник, белобровик, певчий дрозд, зарянка, пеночка-весничка, пеночка-теньковка, буроголовая гаичка, большая синица, лазоревка, длиннохвостая синица, ласка, обыкновенная лисица, белка.
Зооформация лугово-опушечных местообитаний играет важную роль в поддержании биоразнообразия территории памятника природы. Этот тип животного населения связан с лугами в долине реки Шоши. Характерными обитателями данных местообитаний являются: перепелятник, лесной конек, обыкновенная овсянка, серая славка, обыкновенная сорока, скворец, обыкновенная чечевица, черноголовый щегол, коноплянка. Также именно на лугах в долине реки Шоши изредка кормятся гнездящиеся в селе Микулино белые аисты — вид, занесенный в Красную книгу Московской области. Среди млекопитающих в этих сообществах наиболее часто встречаются: обыкновенный крот и обыкновенная полевка. Именно в луговых местообитаниях памятника природы встречается редкий вид пресмыкающихся — прыткая ящерица, занесенная в Красную книгу Московской области. Также на пойменных и суходольных лугах в долине Шоши обитает сравнительно редкий вид бабочек — червонец пламенный, не включенный в Красную книгу Московской области, но нуждающийся на территории области в постоянном контроле и наблюдении.
Пойма реки Шоши и долина впадающего в неё ручья и служат местом обитания видов водно-болотной зооформации. Здесь довольно многочисленны амфибии: озерная и травяная лягушки. Среди птиц в этих биотопах встречаются: садовая камышевка, кряква, белая трясогузка. Среди млекопитающих здесь обитают: американская норка и речной бобр.
Виды зооформации синантропных местообитаний тяготеют к окраинам населённых пунктов и иным нарушенным местообитаниям. Эту группу представляют следующие виды животных: серая ворона, грач, галка, деревенская ласточка, сизый голубь, полевой воробей, а также ряд перечисленных выше луговых видов.

## Объекты особой охраны памятника природы
Охраняемые экосистемы: древнее городище с лугами, кустарниками и деревьями по склонам вала; парковые сосновые разнотравно-злаковые леса террасы и склонов; суходольные и пойменные луга с кустарниками, куртинами деревьев и заболоченными участками; сероольшаники с ивами влажнотравные, прибрежно-водная растительность реки Шоши и её притока.
Уникальные формы рельефа — участок речной долины с пойменными поверхностями и надпойменными террасами, осложненный сохранившимися фрагментами фортификационных сооружений древнего городища.
Места произрастания и обитания охраняемых в Московской области, а также иных редких и уязвимых видов растений и животных, зафиксированных на территории памятника природы, перечисленных ниже.
Охраняемые в Московской области, а также иные редкие и уязвимые виды растений (виды, являющиеся редкими и уязвимыми таксонами, не включенными в Красную книгу Московской области, но нуждающиеся на территории области в постоянном контроле и наблюдении): колокольчик персиколистный.
Охраняемые в Московской области, а также иные редкие и уязвимые виды животных:
- виды, занесенные в Красную книгу Московской области: прыткая ящерица и белый аист;
- виды, являющиеся редкими и уязвимыми таксонами, не включенными в Красную книгу Московской области, но нуждающиеся на территории области в постоянном контроле и наблюдении: червонец пламенный.